# Oreodera aerumnosa
Oreodera aerumnosa là một loài bọ cánh cứng trong họ Cerambycidae.